# Mandurah
Mandurah je město ležící v Západní Austrálii, 75 km na jih od Perthu, pro něhož je to satelitní město. Žije zde 85 000 obyvatel. Dnes je především díky blízkosti zámožného Perthu jedním z nejrychleji rostoucích měst v Austrálii.